# 오케스트라 재즈
오케스트라 재즈(Orchestral jazz)는 1920년대에 뉴욕에서 개발된 재즈 장르이다. 플레처 헨더슨 및 듀크 엘링턴과 같은 이 장르의 초기 혁신가들은 모든 재즈 역사상 가장 높이 평가되는 음악가, 작곡가, 편곡자들을 포함하고 있다. 재즈의 리듬감 있고 악기 같은 특성과 오케스트라의 규모와 구조가 결합되면서 관현악 재즈는 그 등장 전의 음악 장르와 차별화되었다. 재즈의 발전은 재즈를 대중화하는 데 기여했을 뿐만 아니라 재즈를 예술 형태로 비판적으로 합법화하는 데도 기여했다.